# József Egry

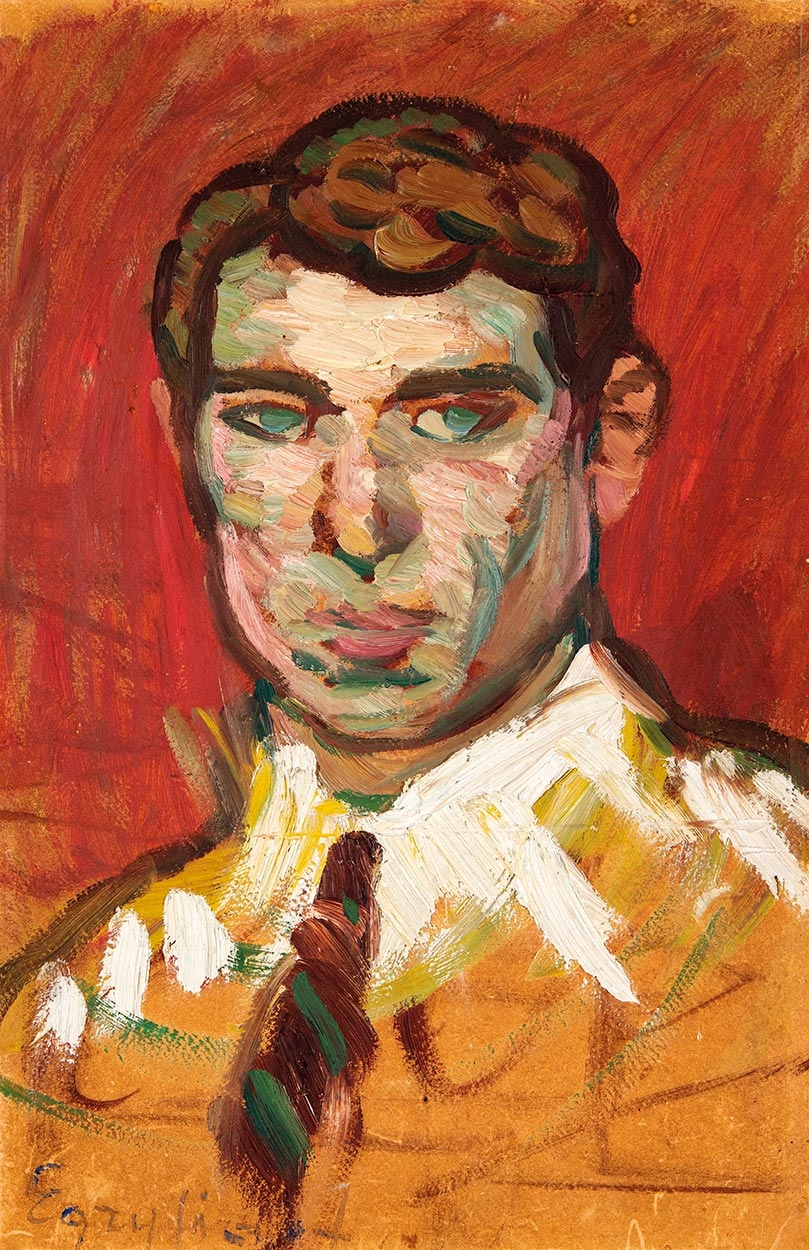
Selbstporträt; Öl auf Karton

József Egry (* 15. März 1883 in Zalaújlak, Königreich Ungarn; † 19. Juni 1951 in Badacsonytomaj am Plattensee) war ein ungarischer Maler und Graphiker.
Der Sohn von Tagelöhnern ging 1904 für einige Monate an die Münchener Kunstakademie, im Jahr 1905 besuchte er die Pariser Académie Julian. Von 1906 bis 1908 wurde er in Budapest an der dortigen Kunsthochschule Schüler von Károly Ferenczy und Pál Szinyei Merse. 1907 erhielt er als Preis für sein Gemälde „Vor dem Asyl“ ein staatliches Stipendium. 1911 ging er nach Belgien. Dort beeinflussten ihn insbesondere die Werke von Constantin Meunier. Als Soldat im Ersten Weltkrieg erkrankte er 1916 schwer und kam zur Rekonvaleszenz an den Plattensee, der ihm für den Rest seines Lebens zur Heimat wurde. Am südwestlichen Ufer, zuerst in dem Städtchen Keszthely, dann 1928 im Schatten eines ehemaligen Vulkanbergs ließ sich der Maler in dem kleinen Weinort Badacsony nieder. Er wurde dort mit seinem expressionistischen Malstil zu dem Maler des Sees.
1951 starb er dort. 1973 wurde sein Wohnhaus in Badacsony in ein Museum zu seinem Gedenken umgewandelt, das auch heute (2009) noch besteht.